# Chapuisia similis
Chapuisia similis es un coleóptero de la familia Chrysomelidae. Fue descrita científicamente en 1921 por Laboissiere.